# Fretting
El fretting es un desgaste, acompañado a veces de daño corrosivo, en superficies con una cierta rugosidad. Este defecto es ocasionado en zonas en las que existen desplazamientos relativos oscilatorios de muy pequeña amplitud, como por ejemplo, una vibración, entre piezas que se encuentran en contacto bajo carga.

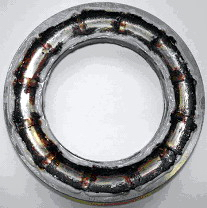
Cojinete dañado por efecto del fretting.

El movimiento vibratorio  provoca un desgaste mecánico y la transferencia de material en la superficie, a menudo seguida de oxidación tanto del metal arrancado como de las superficies metálicas que acaban de quedar al descubierto. La amplitud de dicho movimiento vibratorio va del orden de micrómetros a milímetros, pero puede ser tan pequeña como de 3 o 4 nanómetros.
Puesto que el óxido suele ser mucho más duro que la superficie de la que procede, este termina actuando como un agente abrasivo que aumenta el desgaste por rozamiento y da lugar a la formación de estrías. 

## Tipos defretting
Se dividen según el tipo de daño que predomina:
Corrosión por fretting: Cuando el daño principal que sufren las superficies en contacto es la formación de óxido. 
Desgaste por fretting: cuando el desgaste y la formación de grietas superficiales es el daño más importante.
A menudo ambos términos son utilizados como sinónimos, ya que el desgaste de las superficies en contacto, generalmente implica la formación de óxido.
Fatiga por fretting: el fretting disminuye la resistencia a la fatiga de los materiales que operan bajo ciclos de carga.  Como consecuencia de la misma, las grietas pueden crecer de modo que se produzca el fallo de uno de los componentes.

## Productos afectados
Algunos ejemplos de piezas comúnmente afectadas son:

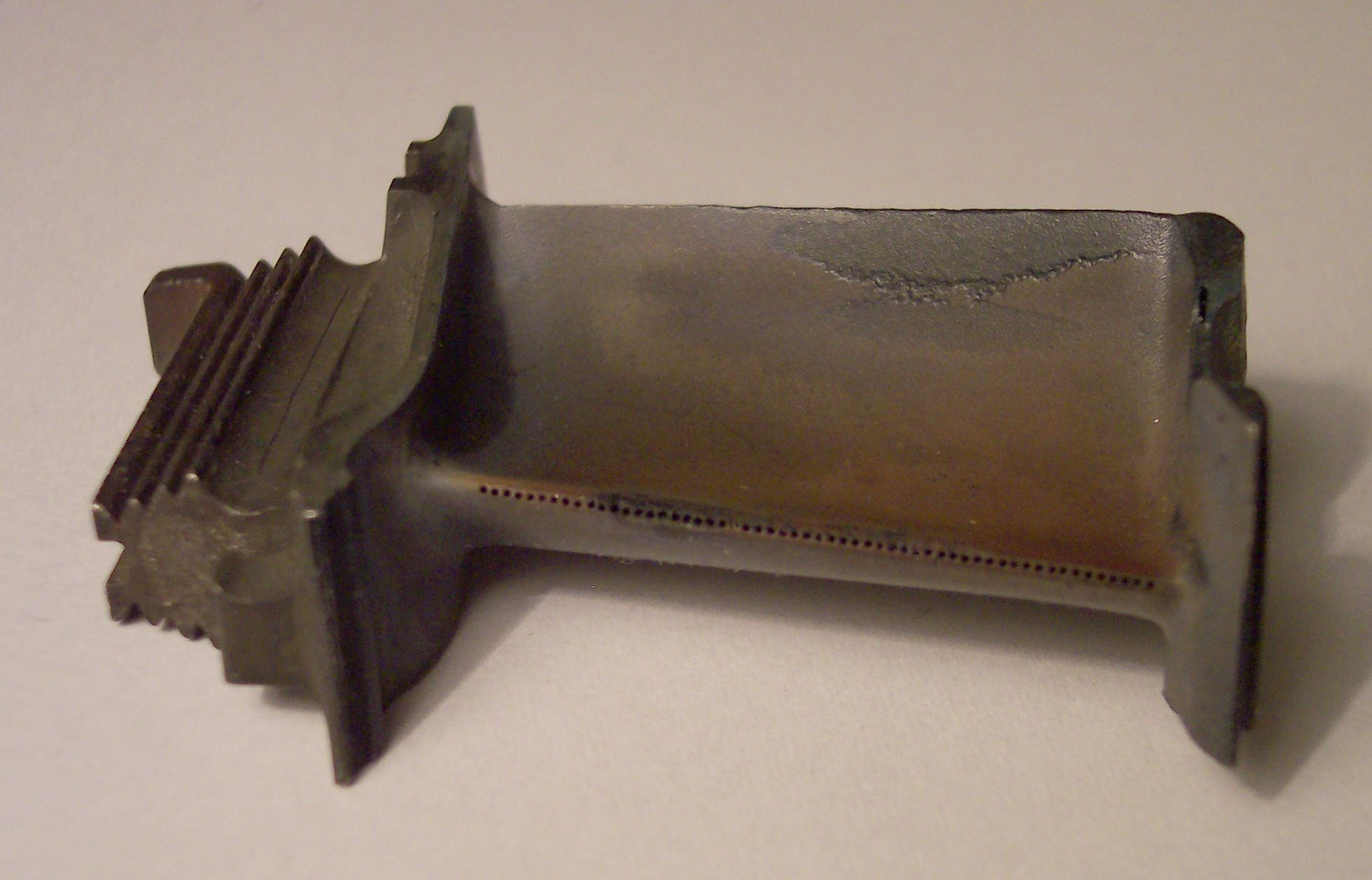
Álabe en el que se aprecia el encastre de cola de abeto.

- Las ranuras de accionamiento en los ejes de transmisión.
- La interfaz de las ruedas y las tuercas de sujeción que lleva.
- Las juntas de estanqueidad que se encuentran en la culata de un motor, que están sujetas a grandes diferenciales de coeficientes de expansión térmica.
- En escaleras mecánicas y ascensores.
- En el transporte ferroviario, por ejemplo, a nivel de los ejes de transmisión y las ruedas.

Hay un enfoque actual en investigar sobre este problema en la industria aeroespacial ya que supone un problema en varias zonas de la aeronave: 
- Uno es el existente en las turbinas entre el encastre de los álabes en forma de cola de milano y el acoplamiento estriado que tienen.
- El otro a destacar está en las juntas solapadas, comunes en el fuselaje de aeronaves, que son un lugar donde se acentúa la corrosión por fretting debido a las vibraciones que pueden tener lugar.

## Identificación en aceros
Si se quiere identificar este tipo de daños en aceros, se ha de buscar la presencia de una superficie picada y el polvo fino de óxido de hierro, de color rojizo, que recuerda a cacao en polvo. En este caso las partículas de óxido son mucho más duras que las superficies de acero en contacto, por lo que el desgaste por abrasión es inevitable. 

## Mitigación
La forma fundamental para evitar el desgaste por fretting es crear diseños que no permitan ningún movimiento relativo entre las superficies en contacto. El acabado superficial también desempeña un papel importante, ya que el fretting normalmente se produce por el contacto de las asperezas de las superficies de acoplamiento. 
El uso de lubricantes también se emplea a menudo para mitigar el fretting porque reduce la fricción e inhibe la oxidación. 
Los materiales blandos a menudo muestran una mayor susceptibilidad al fretting que los materiales duros similares. La relación de dureza de los dos materiales deslizantes también tiene un efecto sobre el desgaste.
Sin embargo, materiales más blandos, tales como polímeros pueden mostrar el efecto contrario, ya que atrapan las esquirlas de metal arrancadas, que quedan incrustados en sus superficies. En ese momento pasan a actuar como agentes abrasivos muy eficaces, capaces de desgastar el metal con el que están en contacto, aunque este sea más duro.